# Удельный проспект
Уде́льный проспект — проспект в Выборгском районе Санкт-Петербурга. Проходит от проспекта Энгельса до Поклонногорской улицы. На участке от Енотаевской улицы до Скобелевского проспекта является пешеходной зоной.

## История
Название известно с 1886 года и связано расположением проспекта на территории района Удельная, рядом с одноимённой железнодорожной станцией.
В 1976 году в состав Удельного проспекта вошла часть бывшей Удельной улицы.

## Пересечения

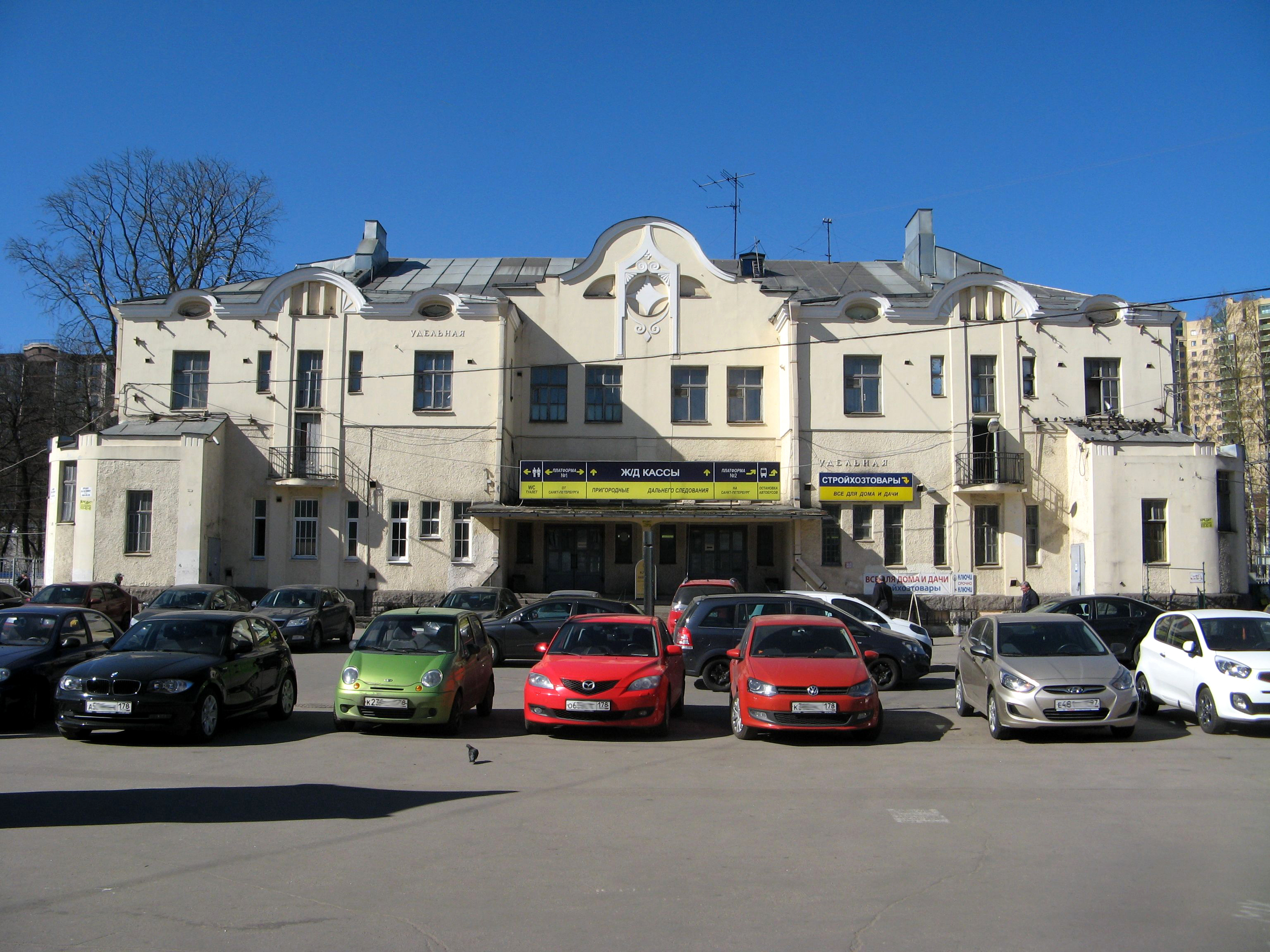
Вид на вокзал железнодорожной платформы Удельная с Удельного проспекта

- проспект Энгельса и Манчестерская улица
- Ярославский проспект
- Костромской проспект
- Кубанская улица
- Кольская улица
- Калязинская улица
- Заславская улица
- Енотаевская улица
- Елецкая улица
- Скобелевский проспект
- Забайкальская улица
- Мезенская улица
- Олонецкая улица
- Мышкинская улица
- улица Сергея Марго
- Поклонногорская улица

## Транспорт
Ближайшая к Удельному проспекту станция метро — «Удельная» 2-й (Московско-Петроградской) линии. Рядом расположена железнодорожная платформа Удельная. Также по части проспекта от Поклонногорской улицы до Скобелевского проспекта проходит трасса 38 автобусного маршрута.

## Общественно-значимые объекты
- Колледж туризма и гостиничного сервиса
- поликлиника № 15